# Touche Fn
Pour les articles homonymes, voir FN.
« Touche Fonction » redirige ici. Ne pas confondre avec Touches de fonction.
 (janvier 2018).
Si vous disposez d'ouvrages ou d'articles de référence ou si vous connaissez des sites web de qualité traitant du thème abordé ici, merci de compléter l'article en donnant les références utiles à sa vérifiabilité et en les liant à la section « Notes et références ».

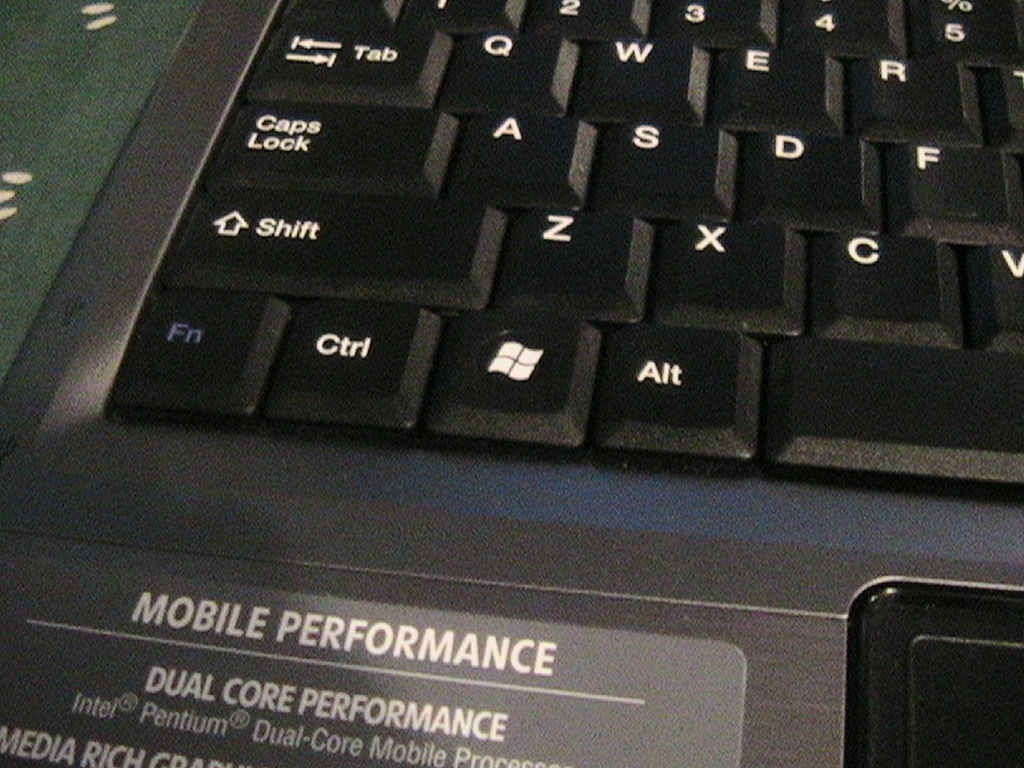
La touche Fonction est la plus à gauche, dans la rangée la plus basse, sur le clavier de cet ordinateur portable.

La touche Fonction (abréviation sérigraphiée : Fn), également appelée touche Fn, est une touche modificatrice permettant de pallier l’absence de certaines touches sur les claviers compacts, ainsi que d’ajouter des fonctionnalités. Elle sert ainsi à réduire la surface occupée par la disposition d'un clavier, le plus souvent sur les ordinateurs portables.
La touche Fonction est utilisée pour intégrer un pavé numérique dans la zone alphanumérique, ainsi que des fonctions de contrôle du matériel sur les touches systèmes : mise en veille, volume des haut-parleurs, contraste et luminosité du moniteur, ouverture du tiroir du lecteur CD, etc.
Elle est souvent située dans la rangée la plus basse, sur la gauche, avec les touches Ctrl, Alt et Windows ou commande. Cependant ce choix, jugé par certains comme discutable d'un point de vue ergonomique, tend à disparaître dans les modèles récents de clavier.
À l'origine, elle était prévue pour les claviers d'ordinateurs portables où la largeur du clavier ne permet pas d'avoir un pavé numérique séparé. Actuellement, certains modèles de clavier pour ordinateurs de bureau, munis déjà d'un pavé numérique séparé, possèdent également cette touche permettant d'ajouter des fonctions pour le multimédia (lecture/pause, arrêt, retour arrière, avance rapide) ou le système (mise en veille). Sur un tel clavier, la sérigraphie du libellé Fn et des fonctionnalités associées se distingue habituellement par la couleur (bleu, rouge) et éventuellement par un graphisme tel qu’un rectangle englobant (voir illustration).

## Terminologie et symbole

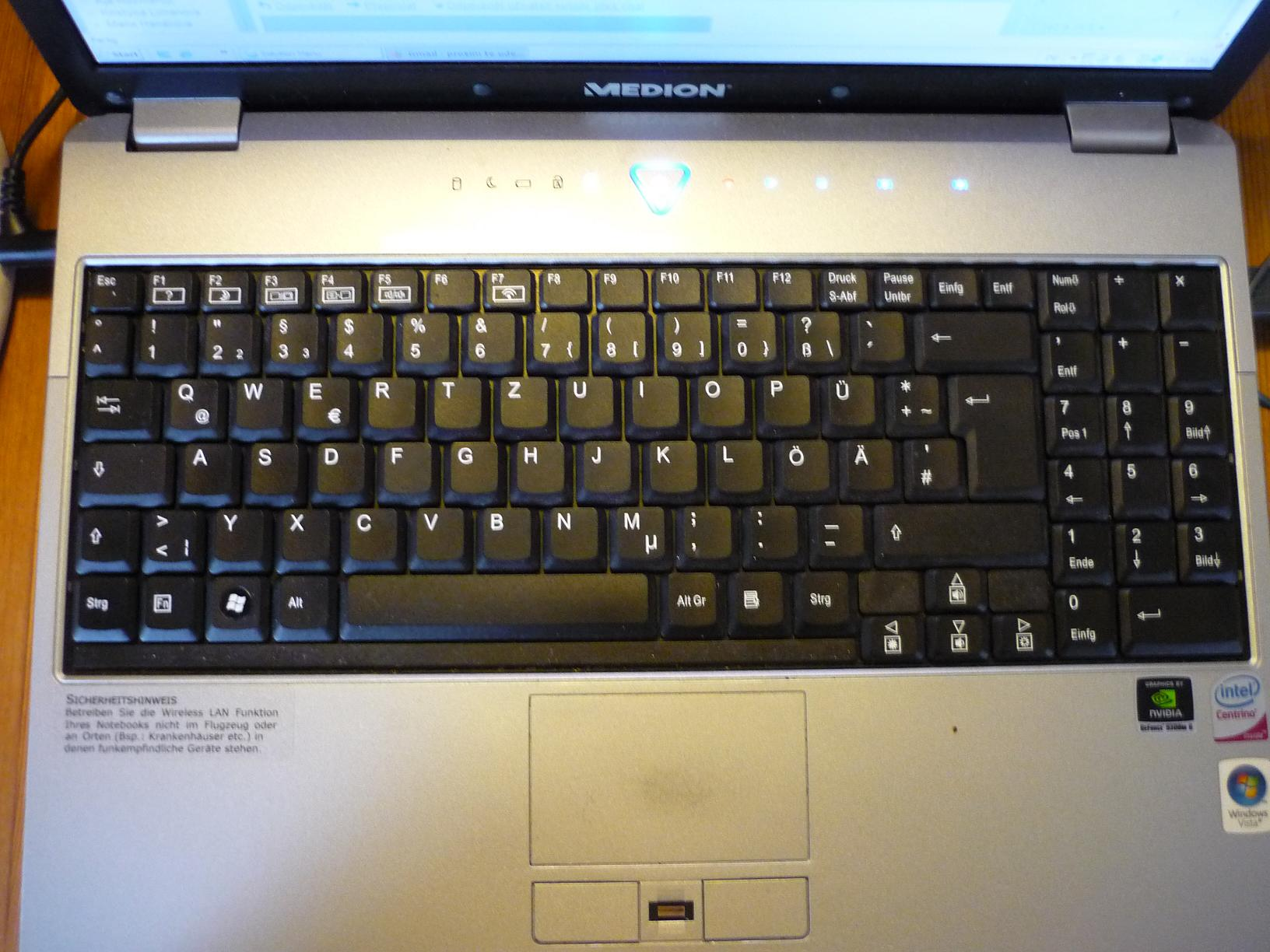
Touche « Fn » encadrée d'un rectangle tout comme ses fonctions associées.

L'abréviation « Fn » (pour fonction) est le raccourci qui désigne la touche de fonction ou simplement « touche Fn ». Le symbole saisi ou la fonction activée par l'appui simultané de la touche de fonction et d'une touche supplémentaire, est souvent représenté sur l'autre touche avec un formatage différent des autres inscriptions, correspondant à celui de la touche de fonction elle-même : police plus petite, couleur différente (typiquement le bleu). La touche de fonction peut apparaître avec les lettres « Fn » encadrées d'un rectangle. Ce genre de rectangle encadre également les fonctions qui utilisent la touche de fonction.